# ブラックスター (デヴィッド・ボウイのアルバム)
『ブラックスター（★）』は、デヴィッド・ボウイによる28枚目にして最後のスタジオアルバム。

## 概要
ISOレーベルからボウイの69回目の誕生日にして、彼が亡くなる2日前である1月8日にリリースされた。
本作ではダニー・マッキャスリンやジェイソン・リンドナーなど、ジャズ・バンドであるマリア・シュナイダー・オーケストラのメンバーが参加しており、ジャズの要素を取り入れた世界観となっている。
なお、タイトルトラックである「★(Blackstar)」はシングルとして2015年の11月19日に先行して発表されており、テレビドラマ「The Last Panthers」のオープニング曲に使用された。また、このアルバムからの2つ目のシングルである「Lazarus」は2015年の12月17日にデジタルダウンロードでリリースされ、また同日に BBC Radio 6におけるSteve Lamacqの音楽番組においてワールドプレミアが行われた。
アルバムは批評家からの高評価と、母国・イギリスやアメリカ（自身初）など数か国で首位を獲得するといったセールスの面の両方で成功している。

## 背景と録音
前作『ザ・ネクスト・デイ』の場合と同様に、レコーディングはニューヨークのThe Magic ShopとHuman Worldwide Studiosにおいて完全な秘密裏に行われた。このアルバムの収録曲のデモ制作は前作の完成後から直ちに行われた。アルバムに収録された楽曲群で事前に発表されていた2曲、「Sue (Or in a Season of Crime)」 と「'Tis a Pity She Was a Whore」はこのアルバムのために新たに録音されている。この新たな録音の内「'Tis a Pity She Was a Whore」では後半のサックスのパートがボウイ自身の演奏するものから、新しくダニー・マッキャスリンが録音したものに置き換えられている。マッキャスリンとその他のジャズミュージシャンたちは、それぞれのパートを2015年の1月から3月にかけて、1か月に1週間の割合で録音していった。また、彼らはボウイの病については気付いていなかったという。
今作のプロデューサーであるトニー・ヴィスコンティによれば、このアルバムはケンドリック・ラマーの2015年のアルバム『トゥ・ピンプ・ア・バタフライ』と、エレクトロニック・ミュージック・デュオであるボーズ・オブ・カナダ、実験的なヒップホップ・トリオのデス・グリップスの影響を受けているという。ヴィスコンティはまた、このアルバムがボウイにとってのスワンソング、つまり、彼のファンのための生前最後の贈りものであったとも語っている。ビルボードとCNNの両方の記事によれば、この作品におけるボウイの詞作には差し迫った自身の死に対する思案が見て取れるのであり、さらにCNNによればこの作品は「自身の死の運命と組み合った男の姿に、思いを巡らした作品 ("reveals a man who appears to be grappling with his own mortality") 」だという。
アルバムでは2曲目にあたる「'Tis a Pity She Was a Whore」のタイトルは、イギリスの17世紀の劇作家ジョン・フォードの演劇『あわれ彼女は娼婦』（原題：'Tis Pity She's a Whore）に由来すると見られている。
このアルバムのためのアートワークのデザインは、以前にも『ヒーザン』『リアリティ』そして『ザ・ネクスト・デイ』でボウイと組んだジョナサン・バーンブルックが制作した。このアルバムのジャケットは、真っ白な背景に、大きな黒い星印が真ん中に飾られ、そして下部に星印のパーツによって「B O W I E」を表したと思われるマークによって構成されている 。レコード版はこれとは別に、カバーの星型にカットされた部分からレコードがのぞくというものになっている。なお、アルバムのジャケットにボウイ自身が登場しないのは、『世界を売った男』のアメリカ版と、『郊外のブッダ』のイギリス版を除いては初のことである。
収録曲は発売と同時に全曲がYouTubeに公式アップロードされている。また、デジタル配信版にはこのうちBlackstarのビデオが附属している。

## 収録曲
| #         | タイトル                                                                            | 作詞・作曲 | 時間  |
| --------- | ----------------------------------------------------------------------------------- | ---------- | ----- |
| 1.        | 「★ (ブラックスター)」(★ (Blackstar))                                               |            | 9:57  |
| 2.        | 「ティズ・ア・ピティ・シー・ワズ・ア・ホア」('Tis a Pity She Was a Whore)           |            | 4:52  |
| 3.        | 「ラザルス」(Lazarus)                                                               |            | 6:22  |
| 4.        | 「スー（オア・イン・ア・シーズン・オブ・クライム）」(Sue (Or in a Season of Crime)) |            | 4:40  |
| 5.        | 「ガール・ラヴズ・ミー」(Girl Loves Me)                                             |            | 4:52  |
| 6.        | 「ダラー・デイズ」(Dollar Days)                                                     |            | 4:44  |
| 7.        | 「アイ・キャント・ギヴ・エヴリシング・アウェイ」(I Can't Give Everything Away)      |            | 5:47  |
| 合計時間: | 合計時間:                                                                           | 合計時間:  | 41:14 |

## 地域ごとのリリース
| イギリス       | 2016年1月8日 | [ 23 ] [ 24 ] [ 25 ] |
| アメリカ合衆国 | 2016年1月8日 | [ 26 ] [ 27 ] [ 28 ] |